# The Union: Sharing of a Single Destiny- Trap
The Union: Sharing of a Single Destiny- Trap (The Union 一蓮托生 罠) es una película japonesa, del 9 de marzo de 2009, producida por Zen Pictures. Es una película del género tokusatsu, de acción y aventuras, con artes marciales, dirigido por Masayuki Toyama, y protagonizada por Yuri Sawamura, Akane Suzuki y Satomi Tsubaki. Posee una primera parte titulada The Union: Sharing Destiny- Ties
El idioma es en japonés, pero también está disponible con subtítulos en inglés, en DVD o descargable por internet.

## Argumento
Kaede Takita, que fue raptada cuando era niña por una organización criminal llamada "Gouki-dan", quiere formar parte de ella ahora que ha crecido. Goda le ordena luchar contra un luchador de artes marciales para comprobar su competencia. Después de que ella gane la batalla, Goda le da el permiso a Kaede para formar parte de la organización, pero esto sólo es un plan de la jefa de la organización Juli.
Juli sabe que su hermana Sanae Takita no se rendirá hasta volver a recuperar a su hermana y el importante cuadro de su madre que la organización robó.
Juli planea atraer a Sanaea una trampa utilizando a su hermana Kaede que es ahora miembro de la organización criminal. Cuando llega la hora de rescatar a su hermana, se tendrá que enfrentar contra ella, y será capturada con la ayuda de los hombres de Goda.